# A Policeman's Xmas Eve
A Policeman's Xmas Eve è un cortometraggio muto del 1909. Il nome del regista non viene riportato nei credit del film che è conosciuto anche come The Policeman's Christmas Eve.

## Trama
John Barkman, un poliziotto, ha preparato i regali per i suoi bambini in attesa del Natale. A casa di Robert Carter, invece, regna la tristezza: l'uomo è un povero disoccupato. Senza un soldo, per far felici i suoi piccoli non gli resta che un'unica strada: si introduce in una casa per rubare qualcosa. La casa è quella di Barkman. Il poliziotto si accorge del ladro e va per arrestarlo. Ma Carter, vedendo le calze appese sul camino, si rende conto che sta rubando i giocattoli destinati a dei bambini e si pente di ciò che sta facendo, restituendo il maltolto. Sorpreso da Barkman, racconta al poliziotto della sua situazione disperata. Verificato il racconto, Carter viene perdonato e l'ufficiale di polizia non solo gli regala i giocattoli, ma anche una consistente somma di denaro che gli allieterà il Natale.

## Produzione
Il film fu prodotto dalla Lubin Manufacturing Company.

## Distribuzione
Distribuito dalla Lubin Manufacturing Company, il film - un cortometraggio della lunghezza di 135 metri - uscì nelle sale cinematografiche statunitensi il 20 dicembre 1909.
Nelle proiezioni, veniva programmato con il sistema dello split reel, accorpato in un'unica bobina con un altro cortometraggio prodotto dalla Lubin, la commedia Three Christmas Dinners.